# Liste von Wildfrüchten
Wildfrüchte (oder Wildobst) sind die Früchte von Obstarten, die vom Menschen nur wenig züchterisch bearbeitet wurden. Der Übergang zum Kulturobst ist oft fließend. Wild- und Kulturfrüchte können deshalb nicht immer genau voneinander unterschieden werden.

## Liste von Wildfrüchten der mittleren Breiten
Wildfrüchte werden durchaus erwerbsmäßig angebaut, wenn auch in weit geringerem Maße als im Intensivobstbau. Es existieren auch vereinzelt Sortenauslesen. Generell ist zu beachten, dass bisweilen nur einzelne Arten einer Gattung essbare bzw. in der Küche verwertbare Früchte hervorbringen, wohingegen andere ungenießbar oder giftig sein können.
Hier einige Beispiele aus den mittleren Breiten:

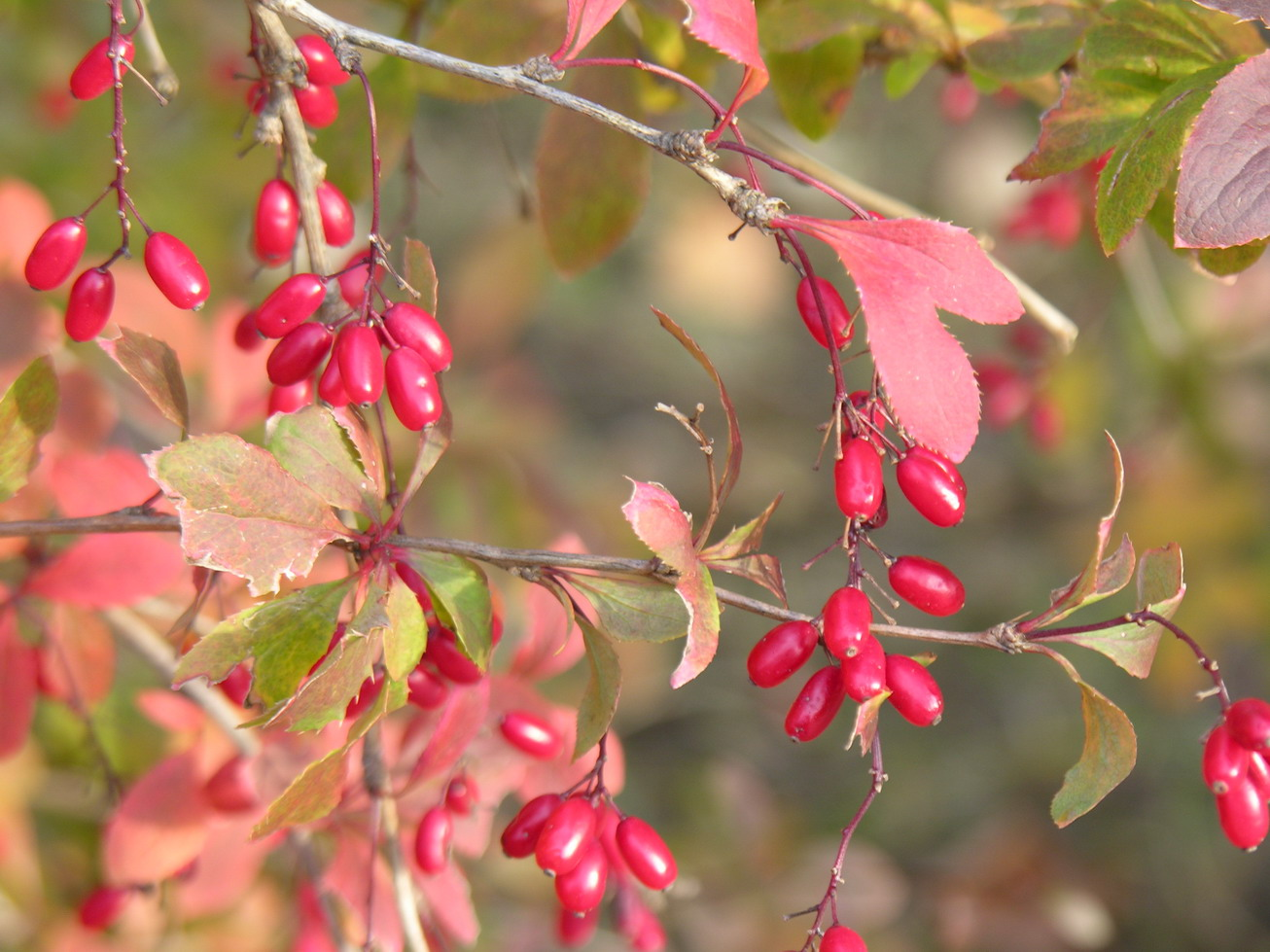
Früchte der Berberitze (Berberis vulgaris)

- Berberitzengewächse (Berberidaceae)
  - Berberitze, Sauerdorn (Berberis vulgaris)
  - Gewöhnliche Mahonie (Mahonia aquifolium)

- Birkengewächse (Betulaceae)
  - Haselnuss (Corylus)
- Buchengewächse (Fagaceae)
  - Edelkastanie (Castanea)

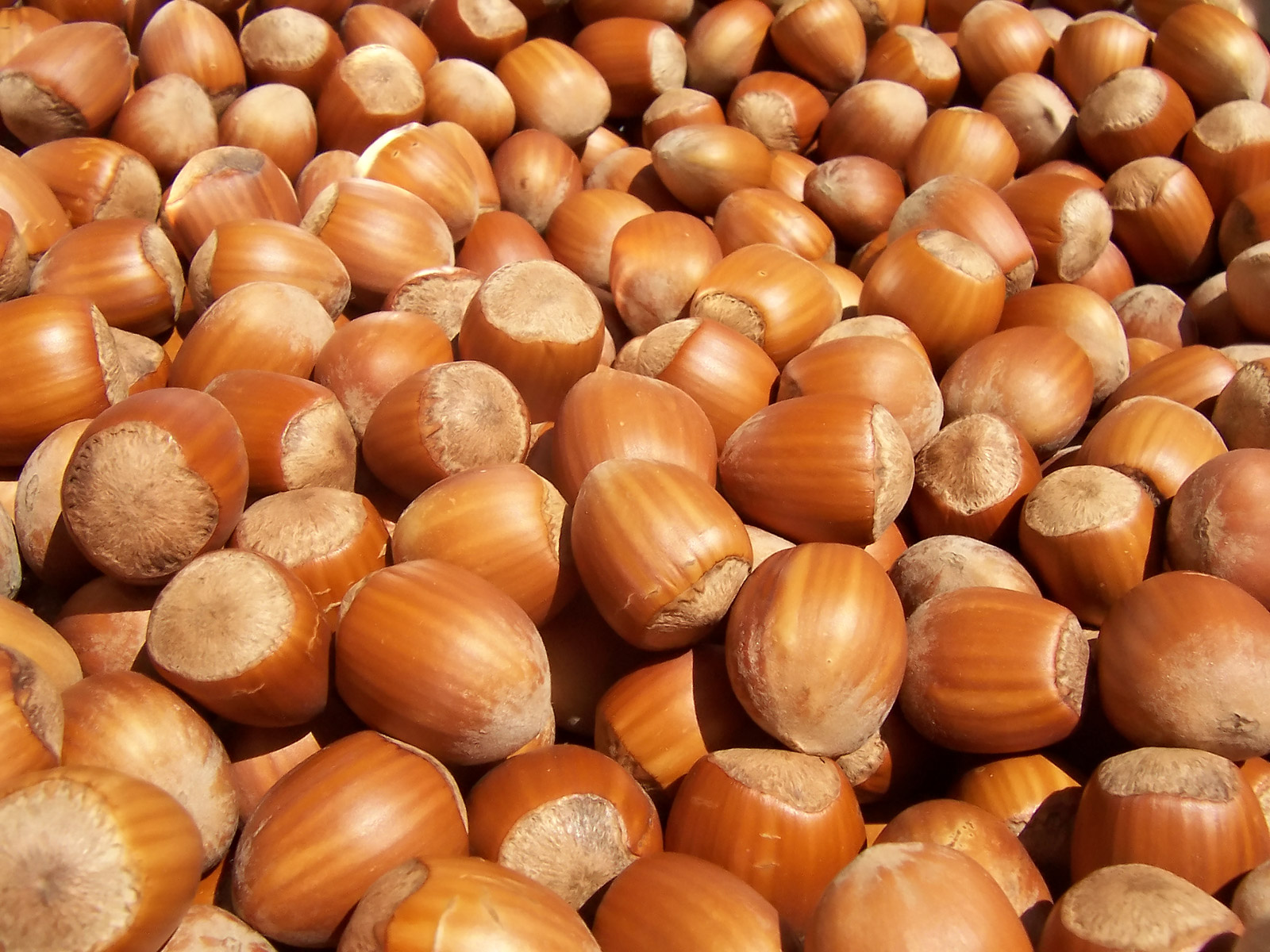
Haselnüsse (Corylus)

  - Rotbuche (Fagus, liefert Bucheckern)
- Fingerfruchtgewächse (Lardizabalaceae)
  - Akebie (Akebia)
  - Blauschote (Decaisnea)

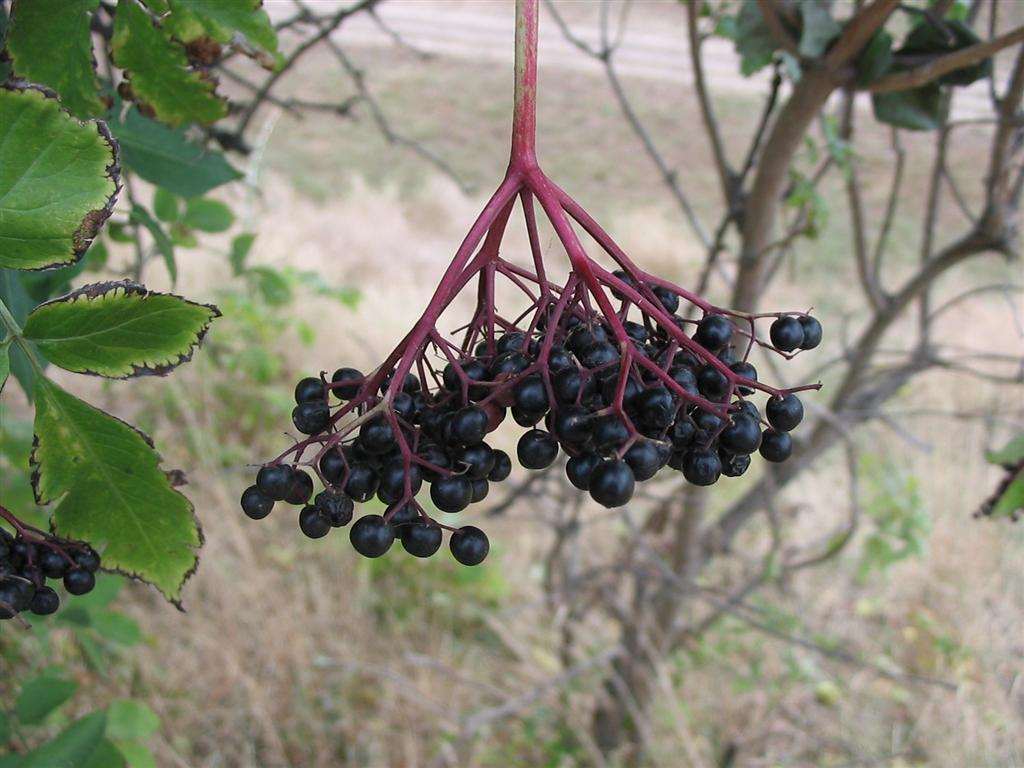
Reife Holunderfrüchte (Sambucus nigra)

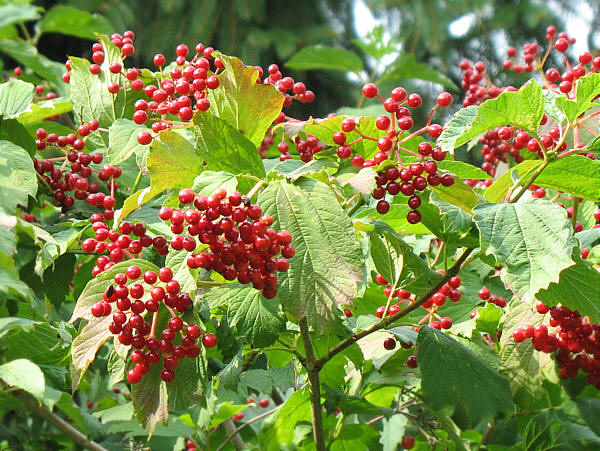
Gemeiner Schneeball (Viburnum opulus) – Zweige mit Laubblättern und reifen Früchten.

- Geißblattgewächse (Caprifoliaceae)
  - Heckenkirsche (Lonicera)
    - Blaue Heckenkirsche (Lonicera caerulea)

  - Holunder (Sambucus)
    - Schwarzer Holunder (Sambucus nigra)
    - Roter Holunder (Sambucus racemosa)

  - Schneeball (Viburnum)
    - Gemeiner Schneeball (Viburnum opulus)
    - Amerikanischer Schneeball (Viburnum trilobum)

- Ginkgogewächse (Ginkgoaceae)
  - Ginkgo, Ginko (Ginkgo)

- Hartriegelgewächse (Cornacea)

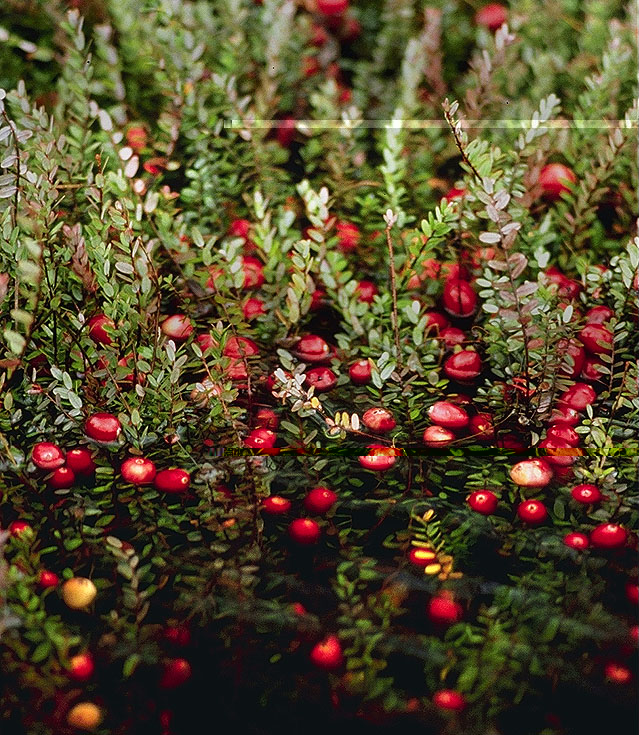
Früchte der Moosbeere (Vaccinium macrocarpon)

  - Kornelkirsche, Hartriegel (Cornus)
    - Asiatischer Blüten-Hartriegel (Cornus kousa)
    - Kornelkirsche (Cornus mas)
    - Roter Hartriegel (Cornus sanguinea)

- Heidekrautgewächse (Ericaceae)
  - Bärentraube (Arctostaphylos)
  - Erdbeerbaum (Arbutus)
  - Heidelbeere, Preiselbeere (Vaccinium)
    - Heidelbeere (Vaccinium myrtillus)
    - Moosbeere, Cranberry (Vaccinium macrocarpon)
    - Preiselbeere (Vaccinium vitis-idea)
    - Rauschbeere (Vaccinium uliginosum)

  - Krähenbeere (Empetrum)

- Kieferngewächse (Pinaceae)
  - Mittelmeerkiefer, Schirmpinie (Pinus pinea)
  - Zirbelkiefer, Arve (Pinus cembra)

- Kreuzdorngewächse (Rhamnaceae)
  - Brustbeere, Jujube (Ziziphus)

- Maulbeergewächse (Moraceae)
  - Maulbeere (Morus)
    - Schwarze Maulbeere (Morus nigra)
    - Weiße Maulbeere (Morus alba)

  - Papiermaulbeere (Broussonetia)

- Nachtschattengewächse (Solanaceae)
  - Bocksdorn (Lycium)
  - Blasenkirsche (Physalis)
    - Blasenkirsche (Physalis)
    - Wilde Blasenkirsche, Lampionblume (Physalis alkekenghi)
    - Andenbeere (Physalis peruviana)

- Ölweidengewächse (Elaeagnaceae)
  - Büffelbeere (Shepherdia)
  - Ölweide (Elaeagnus)
  - Sanddorn (Hippophae rhamnoides)

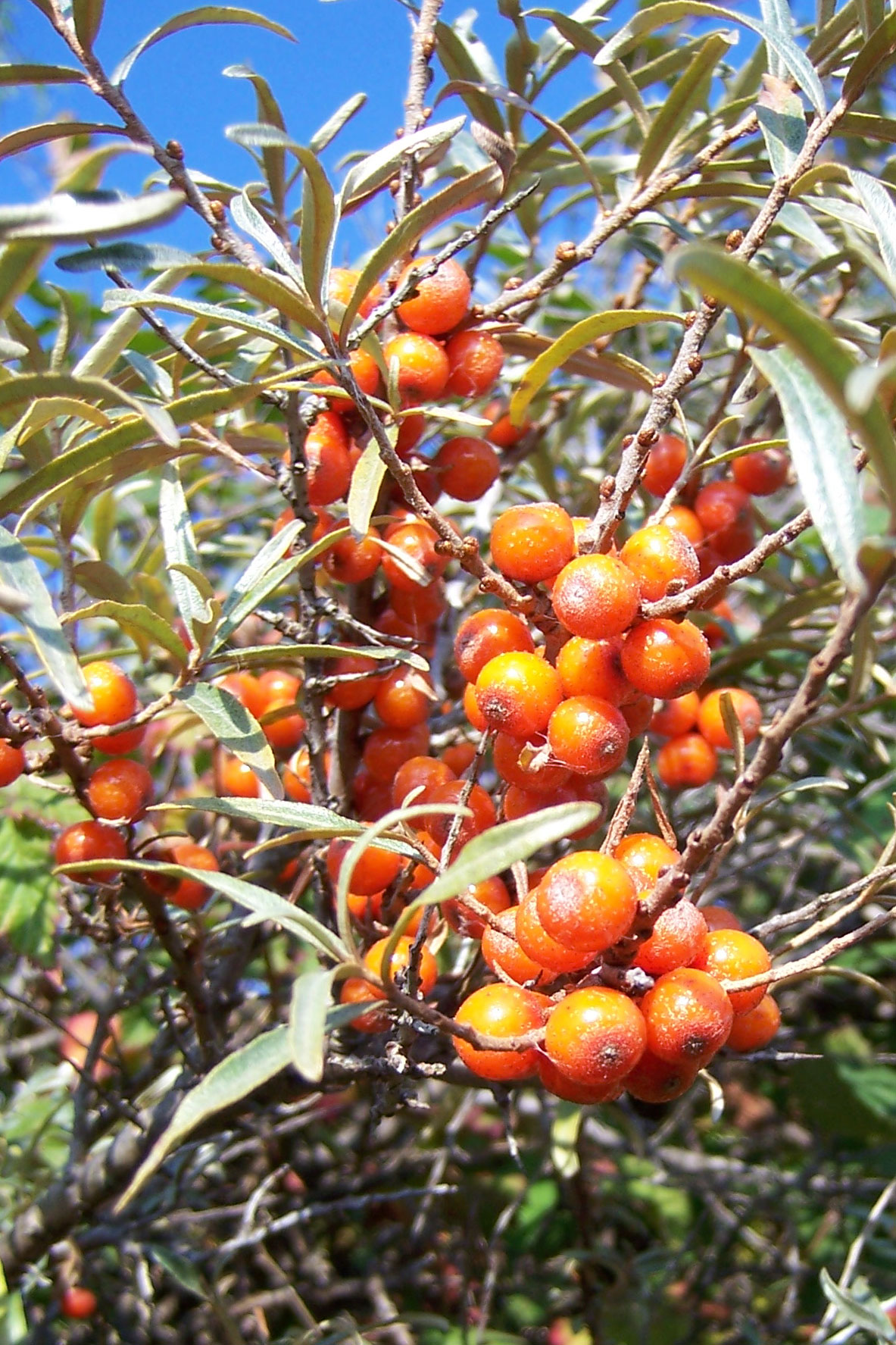
Sanddornbeeren (Hippophae rhamnoides)

- Pimpernussgewächse (Staphyleaceae)
  - Pimpernuss (Staphylea)

- Rosengewächse (Rosaceae)

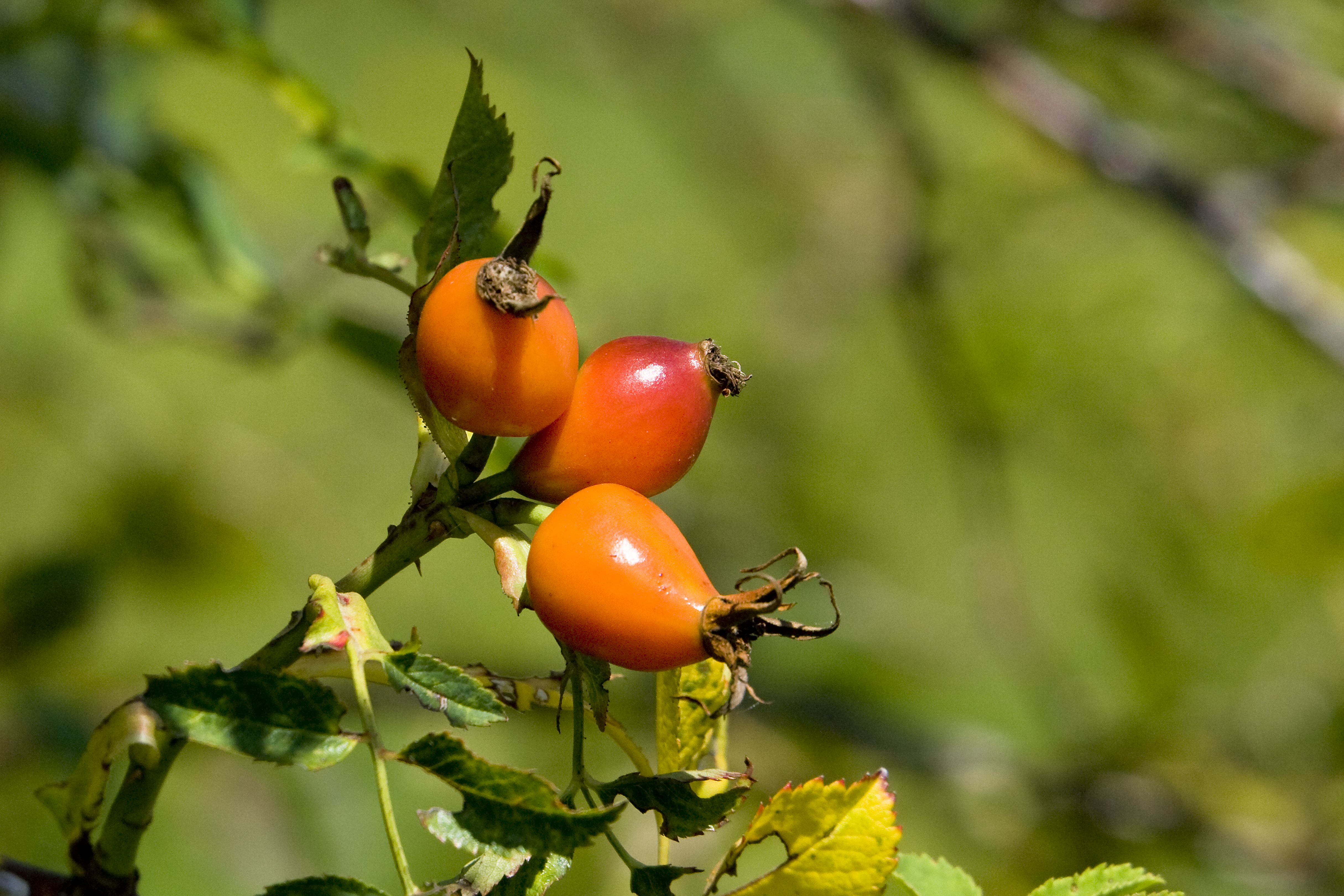
Hagebutte der Hundsrose (Rosa canina)

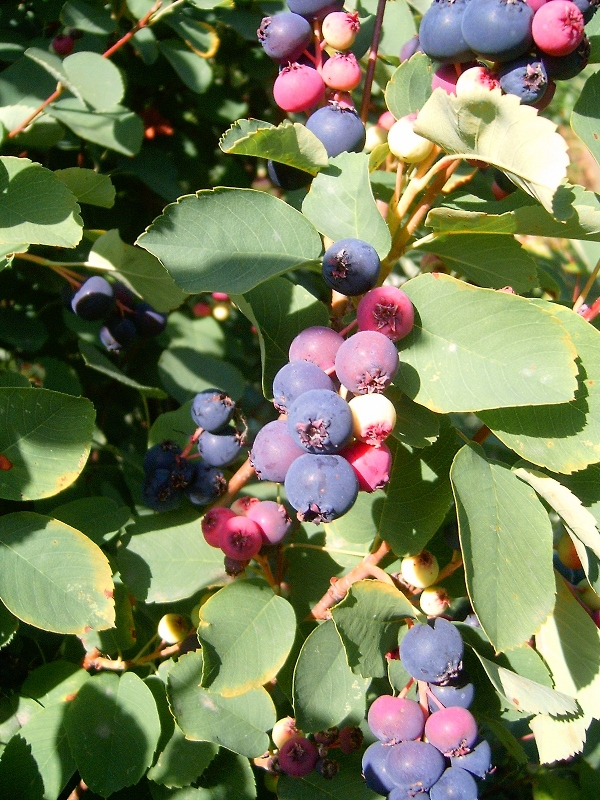
Gewöhnliche Felsenbirne (Amelanchier ovalis) mit Früchten

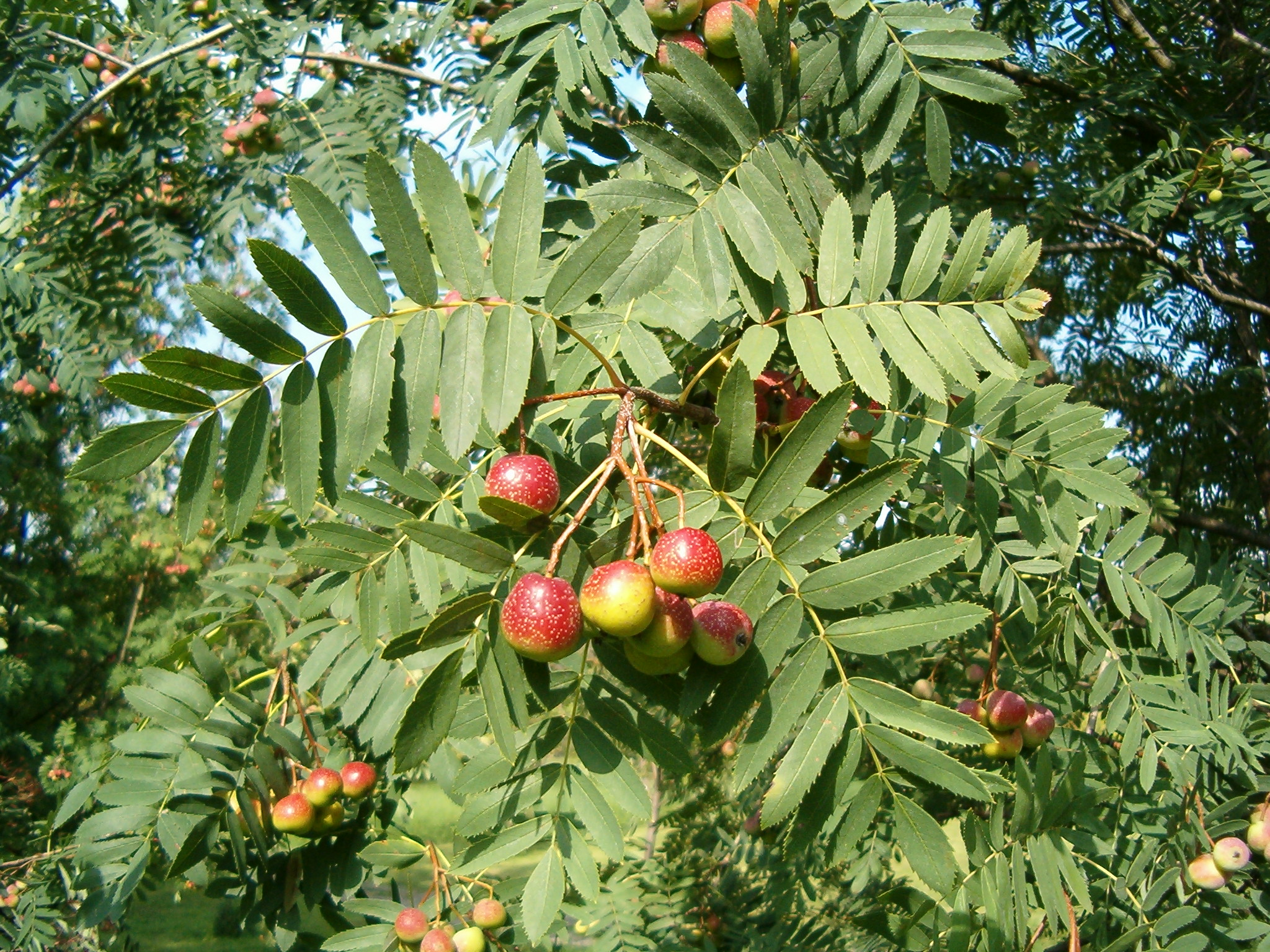
Speierling (Sorbus domestica) – Blätter und Früchte

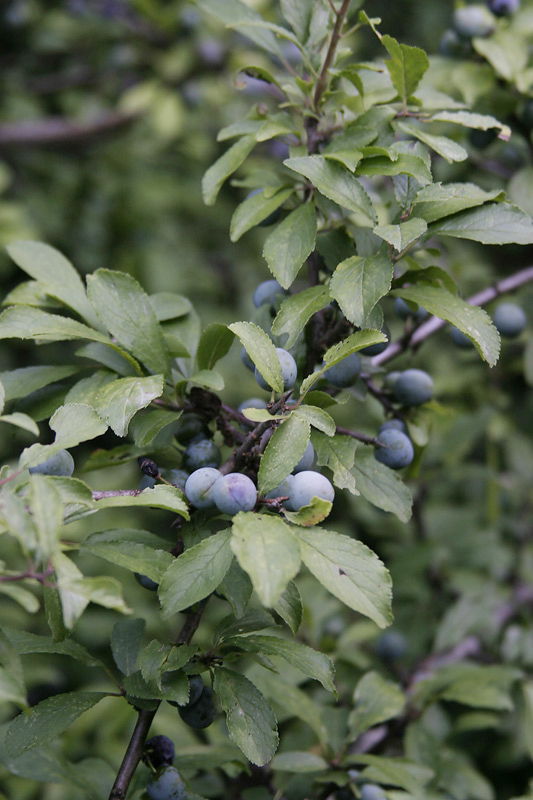
Schlehe (Prunus spinosa)

  - Apfel, Holzapfel, Zierapfel (Malus)
    - Beerenapfel (Malus baccata)
    - Kirschapfel (Malus prunifolia)

  - Apfelbeere (Aronia)
  - Birne, Holzbirne (Pyrus)
    - Wildbirne (Pyrus pyraster)

  - Felsenbirne (Amelanchier)
  - Zierquitte, Zwergquitte (Chaenomeles)
  - Weißdorn (Crataegus)
    - Azaroldorn (Crataegus azarolus)

  - Brombeeren, Himbeere (Rubus)
  - Erdbeere (Fragaria)
    - Knack-Erdbeere, Knackelbeere (Fragaria viridis)
    - Walderdbeere (Fragaria vesca)

  - Rose, Hagebutte (Rosa)
    - Apfelrose (Rosa villosa)
    - Hundsrose (Rosa canina)
    - Kartoffelrose (Rosa rugosa)
    - Weinrose (Rosa rubiginosa)

  - Kirsche, Pflaume (Prunus)
    - Blutpflaume (Prunus cerasifera in Sorten)
    - Haferpflaume (Prunus domestica ssp. insititia)
    - Kirschpflaume (Prunus cerasifera)
    - Felsenkirsche (Prunus mahaleb)
    - Lorbeerkirsche (Prunus laurocerasus)
    - Traubenkirsche (Prunus padus)
    - Späte Traubenkirsche (Prunus serotina)
    - Steppenkirsche (Prunus fruticosa)
    - Vogelkirsche (Prunus avium)
    - Schlehe (Prunus spinosa)

  - Vogelbeere (Sorbus)
    - Elsbeere (Sorbus torminalis)
    - Mehlbeere (Sorbus aria)
    - Speierling (Sorbus domestica)
    - Vogelbeere (Sorbus aucuparia)
    - Schwedische Mehlbeere (Sorbus intermedia)

  - Mispel (Mespilus)

## Besonderes
Die Wildobstbäume wurden 2010 in Österreich zum Baum des Jahres gekürt.